# 谷田川元
谷田川 元 （やたがわ はじめ、1963年1月17日 - ）は、日本の政治家。立憲民主党所属の衆議院議員（4期）。元千葉県議会議員（4期）。

## 経歴

### 生い立ち
千葉県佐原市（現：香取市佐原）出身。千葉県立佐原高等学校、早稲田大学政治経済学部政治学科卒業。松下政経塾7期生。同期に赤池誠章、清水勇人、神風英男、山井和則がいる。丸紅勤務、米下院議員政策スタッフ、山村新治郎衆議院議員秘書を務め、1993年に千葉県議会議員補欠選挙に無投票で当選。県議は4期務めた。県議時代は新生党・新進党に所属したのち新進党を1997年2月に離党し、自由民主党に所属した。
2003年の第43回衆議院議員総選挙には千葉10区から無所属で、2005年の第44回衆議院議員総選挙には同区より民主党公認で立候補するも落選。

### 衆議院議員として

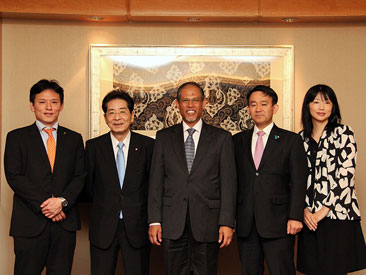
2012年5月、シンガポールにてマサゴス・ズルキフリ（中央）、仙谷由人（左から2人目）、田村謙治（左端）、三宅雪子（右端）と

2009年の第45回衆議院議員総選挙では同区より民主党公認で再度立候補し、現職の沖縄及び北方対策担当大臣兼国家公安委員会委員長の林幹雄を破り初当選した。2011年民主党代表選挙においては、所属グループ会長である野田佳彦の推薦人をつとめた。
2012年の第46回衆議院議員総選挙では前回下した林に敗れ、議席を失った。
2014年の第47回衆議院議員総選挙でも再び林に敗れ、比例復活もおよばなかった。比例南関東ブロックで民主党が獲得した議席は4議席であったが、惜敗率67.31％で4番目に入った神奈川17区の神山洋介と谷田川との差はわずか0.009ポイントであった。谷田川にとって約10票差で当落が分かれた選挙となった。
2017年の第48回衆議院議員総選挙では希望の党公認候補として立候補するも3度目の落選。比例復活もおよばなかった。その後、希望の党が分党した際は国民民主党に参加した。
2019年3月7日に本村賢太郎が相模原市長選挙立候補準備に伴い衆議院議員を辞職したことにより、同月13日に行われた選挙会で谷田川の繰り上げ当選が決定し、翌14日に告示された。2020年に国民民主党の議員の多くが新・立憲民主党を結成したと共に参加した。
2021年10月31日、第49回衆議院議員総選挙で林に惜敗し、比例で3選。枝野幸男代表の辞任に伴う代表選挙（11月30日実施）では小川淳也の推薦人に名を連ねた。
2024年9月に行われた立憲民主党代表選挙では吉田晴美の推薦人に名を連ねた。一方、8月には対立候補である野田佳彦に出馬要請を行っていた。
2024年10月27日の第50回衆議院議員総選挙では、引退した林に代わり立候補した自民党新人の小池正昭に惜敗し、比例で4選。

## 政策・主張

### 憲法問題
- 憲法改正について、2017年、2021年のアンケートで「どちらかといえば賛成」と回答[18][19]。
- 改正すべき項目として「地方公共団体の権限強化を明記する」「首相の解散権に制約を加える」と主張[20]。
- 憲法9条への自衛隊の明記について、2021年のアンケートで「どちらかといえば反対」と回答[21]。

### ジェンダー問題
- 選択的夫婦別姓制度の導入について、2014年、2017年のアンケートでは「どちらとも言えない」と回答[22][18]。2021年のアンケートでは「どちらかといえば賛成」と回答[19]。
- 同性婚を可能とする法改正について、2021年の朝日新聞社のアンケートでは「どちらとも言えない」と回答。2021年のNHKのアンケートでは回答しなかった[21]。
- 「LGBTなど性的少数者をめぐる理解増進法案を早期に成立させるべきか」との問題提起に対し、「どちらかといえば賛成」と回答[19]。
- クオータ制の導入について、2021年のアンケートで「どちらかといえば賛成」と回答[21]。

### その他
- 受動喫煙防止を目的に飲食店等の建物内を原則禁煙とする健康増進法改正に賛成[23]。

## 支持団体
- 全日本鉄道労働組合総連合会（JR総連）から組織推薦候補として支援を受けている[24]。

## 所属団体・議員連盟
- 立憲民主党拉致問題対策本部筆頭幹事
- 立憲民主党高病原性鳥インフルエンザ等対策本部事務局長
- 憲法審査会委員
- 衆議院国土交通員会委員
- 衆議院政治倫理審査会委員
- 衆議院決算行政監視委員会委員
- 対中政策に関する国会議員連盟
- 人権外交を超党派で考える議員連盟 [25]
- 子どもへのワクチン接種とワクチン後遺症を考える超党派議員連盟[26]

## 選挙歴
| 当落 | 選挙                         | 執行日         | 年齢 | 選挙区       | 政党       | 得票数     | 得票率 | 定数 | 得票順位 /候補者数 | 政党内比例順位 /政党当選者数 |
| ---- | ---------------------------- | -------------- | ---- | ------------ | ---------- | ---------- | ------ | ---- | ------------------ | ---------------------------- |
| 当   | 1993年千葉県議会議員補欠選挙 | 1993年7月30日  | 30   | 佐原市選挙区 | 無所属     | ーー票     | ーー   | 1    | /1                 | /                            |
| 当   | 1995年千葉県議会議員選挙     | 1995年4月9日   | 32   | 佐原市選挙区 | 新進党     | 1万4360票  |        | 1    | 1/2                | /                            |
| 当   | 1999年千葉県議会議員選挙     | 1999年4月11日  | 36   | 佐原市選挙区 | 自由民主党 | ーー票     | ーー   | 1    | /1                 | /                            |
| 当   | 2003年千葉県議会議員選挙     | 2003年4月13日  | 40   | 佐原市選挙区 | 自由民主党 | ーー票     | ーー   | 1    | /1                 | /                            |
| 落   | 第43回衆議院議員総選挙       | 2003年11月09日 | 40   | 千葉県第10区 | 無所属     | 8万1950票  | 37.61% | 1    | 2/5                | /                            |
| 落   | 第44回衆議院議員総選挙       | 2005年09月11日 | 42   | 千葉県第10区 | 民主党     | 8万9183票  | 39.15% | 1    | 2/3                | 23/7                         |
| 当   | 第45回衆議院議員総選挙       | 2009年08月30日 | 46   | 千葉県第1区  | 民主党     | 11万8564票 | 51.67% | 1    | 1/3                | /                            |
| 落   | 第46回衆議院議員総選挙       | 2012年12月16日 | 49   | 千葉県第10区 | 民主党     | 6万2690票  | 32.50% | 1    | 2/4                | 11/4                         |
| 落   | 第47回衆議院議員総選挙       | 2014年12月14日 | 51   | 千葉県第10区 | 民主党     | 6万5809票  | 37.05% | 1    | 2/3                | 5/4                          |
| 比繰 | 第48回衆議院議員総選挙       | 2017年10月22日 | 54   | 千葉県第10区 | 希望の党   | 6万5256票  | 39.21% | 1    | 2/3                | 5/4                          |
| 比当 | 第49回衆議院議員総選挙       | 2021年10月31日 | 58   | 千葉県第10区 | 立憲民主党 | 8万971票   | 45.68% | 1    | 2/4                | 2/5                          |
| 比当 | 第50回衆議院議員総選挙       | 2024年10月27日 | 61   | 千葉県第10区 | 立憲民主党 | 6万7920票  | 42.76% | 1    | 2/5                | 1/6                          |